# Страна Оз

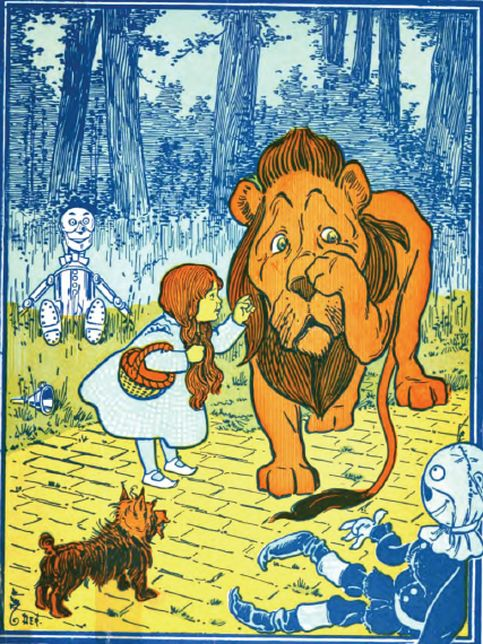
Дороти, Страшила и Железный Дровосек встречают Льва, худ. У. Денслоу

Страна Оз — вымышленная страна из серии книг американского писателя Лаймена Фрэнка Баума «Удивительный волшебник из страны Оз». В её честь названа Земля Оз (Oz Terra) на Хароне (название пока не утверждено Международным астрономическим союзом).

## География

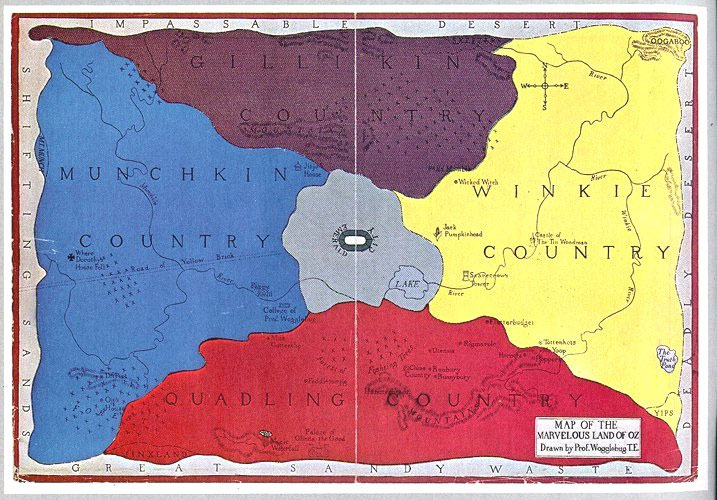
Карта страны Оз

Согласно картам, составленным Баумом, в стране выделяется четыре основных района: страна мигунов (Жёлтая), где правит Ведьма Востока, жевунов  (Голубая), где правит Ведьма Запада, гилликинов (Фиолетовая), где правит Волшебница Севера, и кводлингов  (Красная), где правит Глинда.
У Баума волшебниц звали Злая Волшебница Востока, Злая Волшебница Запада (она также погибла от рук Дороти), а также Добрая Волшебница Севера и Добрая Волшебница Юга Глинда.
Помимо четырёх волшебниц, в Стране Оз живёт множество других людей, наделённых магическими силами: Момби, Блинки, Доктор Пипт (Кривой колдун), Мистер Никидик, Угу-Сапожник, Госпожа Юп из рода Юкуку, Бини Ару, Куоха — королева скизеров, Плоскоголовая Рора, Рира Рыжая (из рода Юкуку), Тик-Ток.
В третьей книге выясняется, что Страна Оз не единственная в своем роде: с ней соседствуют другие волшебные страны: Страна Эв, Страна Гномов, Страна Икс, Страна Роз, Страна Прыгалсов, Страна Драчунов.

## Происхождение и управление
В разных книгах детали истории описываются по-разному.
Добрая фея Лурлина пролетала над необыкновенно красивой и богатой страной, которая настолько понравилась ей, что фея решила сделать этот край волшебным, оставив одну фею из своей свиты управлять им. После этого страной долго управлял Пастория — отец феи Озмы. Затем страна оказалась разделённой — на севере, юге, западе и востоке появились свои волшебницы, а за Пасторией остался один Изумрудный Город. Когда Волшебник Оз потерпел крушение на своём воздушном шаре, жители приняли его за великого чародея, и Пастория оказался свергнут. Из страха, что Озма сможет претендовать на трон, Волшебник отдал Озму злой колдунье Момби, которая превратила её в мальчика. Долгие годы Озма (в то время носившая имя Тип) жила на севере в стране гилликинов, не имея понятия о своём происхождении. Но в результате поражения колдуньи Момби от Глинды Озма снова приняла свой настоящий вид и стала править страной. Озму очень любят её подданные, но она старается править незаметно, чтобы не обижать тех, кто о ней никогда не слышал (а в стране Оз очень много таких уголков). Фея живёт в прекрасном дворце, окружённом садом.

## Персонажи

### Дороти
Дороти  — сирота, она жила в Канзасе вместе с дядей Генри, тетей Эм и собакой по имени Тотошка. Впервые Дороти вместе с Тотошкой попала в Страну Оз в домике, который унёс ураган. Упав на Злую волшебницу Востока, домик раздавил её и освободил жевунов, которые тут же решили, что Дороти — великая волшебница. По совету Доброй волшебницы Севера девочка отправилась в Изумрудный город, чтобы попросить волшебника Оз вернуть её домой, по пути познакомившись со Страшилой, Железным Дровосеком и Трусливым Львом. После многих приключений, добравшись до Изумрудного города, девочка и её друзья получили задание: чтобы их желания исполнились, они должны уничтожить Злую волшебницу Запада. Они отправились на запад, но Волшебница, использовав помощь Летучих обезьян, нейтрализовала Страшилу и Железного Дровосека, а Дороти, Тотошку и Трусливого Льва взяла в плен. Дороти случайно удалось уничтожить Волшебницу, а затем воссоединившиеся друзья вернулись в Изумрудный город, где оказалось, что волшебник Оз на самом деле обманщик и не может выполнить того, о чём его просят. Несмотря на то, что Оз смог выполнить желания Страшилы, Железного Дровосека и Трусливого Льва, он оказался не в состоянии отправить Дороти домой, и, даже создав воздушный шар, волшебник случайно улетел на нём один. Дороти использовала свою последнюю надежду — отправилась в Страну кводлингов к доброй волшебнице Глинде, которая и открыла ей секрет волшебных башмачков: если стукнуть каблуком о каблук и что-то пожелать, они тут же это выполнят. Пожелав вернуться домой, Дороти оказалась там через несколько секунд.

### Страшила
Страшила был пугалом для ворон, которое сделал один из жевунов, по неизвестной причине он ожил и, по совету вороны, стал стремиться получить мозги. Получив их от Волшебника, Страшила был назначен управляющим Изумрудным городом. Спустя несколько лет был свергнут девицей Джинджер и её армией бунтовщиц. Обратившись к Глинде, Страшила узнал, что подлинной правительницей Изумрудного города должна являться Озма, находящаяся в обличье Типа, которого злая колдунья Момби заколдовала и превратила в мальчика. После того, как злые чары рассеялись, Озма взошла на престол, а Страшила стал её другом и казначеем Страны мигунов.

### Железный Дровосек
Железный Дровосек родился человеком, но из-за заклинания, наложенного Злой волшебницей Востока, собственный топор отрубил ему постепенно все части тела, и взамен них были созданы железные. Железный Дровосек вынужден был уйти от своей невесты, так как в его железном теле не было сердца, и, по его мнению, он не мог любить. Он поселился в лесу и однажды попал под ливень, в результате которого заржавел и не мог двинуться с места. Примерно через год через это место проходили Дороти с Тотошкой и Страшила, которые спасли Дровосека. Он отправился с ними в Изумрудный Город с надеждой, что Оз сможет вернуть ему сердце. После многих приключений мечта Железного Дровосека была исполнена, и он стал императором мигунов, позднее, когда нашлась принцесса Озма, Дровосек подчинился ей, и Страна мигунов признала Озму своей правительницей, Дровосек остался при звании императора.

### Трусливый Лев
Трусливый Лев был львом, которому не хватало храбрости. Однажды встретив Дороти и её друзей, Лев услышал о Волшебнике Оз, который может исполнить любое желание. Лев отправился с новыми друзьями в Изумрудный город, и после приключений Оз дал ему храбрость. Несмотря на это, во всех остальных книгах Лев называется трусливым и рассказывает, как боится противника. Несмотря на то, что почти у всех животных в книгах Баума есть имя, у Льва оно неизвестно либо вовсе отсутствует. Хотя в конце первой книги он становится царём зверей в лесу, больше о его царствовании никогда не упоминается, равно как и о лесе, где живут его подданные.

### Принцесса Озма
Озма является пропавшей дочерью бывшего короля страны Оз Пастории, правившего непосредственно перед воцарением в Изумрудном городе Волшебника Оза.

### Тыквоголовый Джек
Джек — деревянное пугало, созданное мальчиком Типом и ожившее благодаря Порошку жизни. Тыквоголовый Джек неуклюж, добродушен и простоват.

## Серия книг о Стране Оз

### Л. Ф. Баум
1. «Удивительный Волшебник из Страны Оз» (1900);
2. «Чудесная Страна Оз» (1904);
3. «Озма из Страны Оз» (1907);
4. «Дороти и Волшебник в Стране Оз» (1908);
5. «Дорога в Страну Оз»;
6. «Изумрудный город страны Оз»;
7. «Лоскутушка из Страны Оз»;
8. «Тик-Ток из страны Оз»;
9. «Страшила из страны Оз»;
10. «Приключения Ринкитинка в стране Оз»;
11. «Пропавшая принцесса страны Оз»;
12. «Железный Дровосек из страны Оз»;
13. «Волшебство Страны Оз»;
14. «Глинда из страны Оз».

### Р. Томпсон
1. «Королевская Книга Страны Оз»;
2. «Кабампо в Стране Оз»;
3. «Трусливый Лев из Страны Оз»;
4. «Бравый Дед в Стране Оз»;
5. «Пропавший король Страны Оз»;
6. «Голодный Тигр из Страны Оз»;
7. «Король Гномов Страны Оз»;
8. «Огромный Конь из Страны Оз»;
9. «Тыквоголовый Джек из Страны Оз»;
10. «Жёлтый Рыцарь из Страны Оз»;
11. «Пираты в Стране Оз»;
12. «Лиловый Принц из Страны Оз»;
13. «Оджо в Стране Оз»;
14. «Спиди в Стране Оз»;
15. «Волшебный Конь в Стране Оз»;
16. «Капитан Несалага в Стране Оз»;
17. «Семиручка Мэнди в Стране Оз»;
18. «Серебряная Принцесса Страны Оз»;
19. «Озмалётное путешествие с Волшебником Страны Оз»;
20. «Янки в Стране Оз»;
21. «Таинственный Остров в Стране Оз».

### Д. Нейл
1. «Дженни Джик в Стране Оз»;
2. «Озмабили Страны Оз»;
3. «Счастливчик Баки в Стране Оз»;
4. «Беглец в Стране Оз».

### Д. Сноу
1. «Волшебные имитаторы в Стране Оз», 1946;
2. «Косматый в Стране Оз», 1949.

### Р. Пайес
1. «Скрытая долина Страны Оз»;
2. «Злая ведьма Страны Оз».

### Э. Мак-Гроу
1. «Карусель в стране Оз»;
2. «Запретный Фонтан в Стране Оз»;
3. «Рунический камень из Страны Оз».

Все 14 повестей Баума изданы на русском языке. Однако и после смерти писателя, с 1921 по 1939 год ежегодно выходила новая книга о Стране Оз — на этот раз принадлежащая перу писательницы Рут П. Томпсон (некоторые из её книг переведены на русский язык и изданы в 2001—2003 годах). Поначалу книги Томпсон ещё выходили под именем Баума.
Позже постоянный художник-оформитель серии, Джон Нейл, написал несколько сказок о Стране Оз (одна из них была переведена на русский язык). Нейл умер в 1943 году, и ежегодная традиция появления новой «канонической» книги о Стране Оз прервалась. Впрочем, ещё одна сказка Нейла о стране Оз, последняя, обнаружена и издана в 1995 году.
В 2009—2012 годах издательством АрМир был выпущен цикл аудиоспектаклей в переводе и постановке Ирины Воскресенской